# Piet Velthuizen
Piet Velthuizen [pít flthojzn] (* 3. listopadu 1986, Nijmegen) je nizozemský fotbalový brankář, hráč klubu Vitesse.
Mimo Nizozemsko hrál ve Španělsku.

## Klubová kariéra
S profesionálním fotbalem začínal v klubu Vitesse. Sezónu 2010/11 strávil ve španělském klubu Hércules CF.

## Reprezentační kariéra
S reprezentací do 23 let se zúčastnil Letních olympijských her 2008 v Číně, kde byli Nizozemci vyřazeni ve čtvrtfinále Argentinou po výsledku 1:2 po prodloužení.
V A-mužstvu Nizozemska debutoval 5. 9. 2009 v Enschede v přátelském zápase proti týmu Japonska (výhra 3:0).